# 新北市私立豫章高級工商職業學校
新北市私立豫章高級工商職業學校（Yu Chang Technical & Commercial Vocational Senior High School, YCVS），簡稱豫章工商或豫章，是隸屬於遠東集團的技術型高級中等學校。

## 校史
- 1967年，鄭衍青與文起創設「臺北縣私立豫章高級工商職業學校」於今新北市平溪區。
- 1970年8月，核准招生、設建築科。
- 1971年，設立補校，設電工科。
- 1973年，設綜合商業科。
- 1979年，遠東集團接辦。
- 1980年，遷至新北市五股區，和遠東紡織建教合作，成立員工進修班。
- 1983年，設紡織科。
- 1986年，學校遷至新北市板橋區現址，奉准設置美工科。
- 1987年，設資訊科、電子科。
- 1988年，綜合商業科更名為商業經營科，電工科更名為電機科。
- 1989年，設資料處理科，美工科更名為廣告設計科。
- 1990年，設餐飲管理科。
- 2010年配合臺北縣改制為新北市，校名更名為「新北市私立豫章高級工商職業學校」。

## 歷任校長
1. 民國59年：李世章
2. 民國61年：劉定志
3. 民國63年：周志道
4. 民國64年：劉定志
5. 民國65年：丁鐵華
  1. 民國66年：由建築科主任徐敬文與教務主任趙慎安（代理）
6. 民國67年：李天森
7. 民國88年：楊啟棟
8. 民國90年：許書務
9. 民國94年：羅文曲
10. 民國103年：劉高榮
11. 民國104年：黃文煜
  1. 民國108年：馬玉蘭（代理）
12. 民國109年：馬玉蘭
13. 民國113年：林振雄

## 歷任董事長
1. 民國57年：林一民
2. 民國59年：劉實
3. 民國86年：徐旭松
4. 民國104年：施永發
5. 民國110年：董麗貞

## 外部連結
- 新北市私立豫章高級工商職業學校（页面存档备份，存于）